# Cimetière des Rois
| Cimetière des Rois (officiellt: Cimetière de Plainpalais) |
| --- |
| Vy över den ymnigt trädbeklädda begravningsplatsen, med Mont Salève i de franska föralperna i fonden. - Betydelse – begravningsplats i Genève - Bakgrund – 1482, som begravningsplats för dödsoffer för digerdöden och senare pestutbrott - Användning – numera som ett schweiziskt "pantheon" över framstående Genévebor och andra - Storlek – 2,8 hektar och drygt 350 gravar |

Cimetière des Rois (franska för: 'Kungarnas begravningsplats'; officiellt Cimetière de Plainpalais) är en begravningsplats i Genève i Schweiz, etablerad 1482. Det vardagliga namnet kommer efter Rue des Rois (franska för: 'Kungsgatan') som löper vid sidan av begravningsplatsen. Det officiella namnet Cimetière de Plainpalais kommer från stadsdelen runt begravningsplatsen, i centrum av Genève. Den är en av minst sju allmänna begravningsplatser i själva staden Genève, numera dock med särskilda regler.

## Historia

### Bakgrund
Cimetière des Rois är den äldsta av stadens begravningsplatser. Den etablerades 1482 för personer som avlidit i pesten under digerdöden och inte minst den andra pestpandemin. Därför placerades den runt det dåvarande sanatoriet Hôpital des Pestiférés (verksamt mellan 1469 och 1807).
1536 stängdes de flesta begravningsplatser runt sockenkyrkorna i Schweiz, till följd av den schweiziska reformationen. Plainpalaiskyrkogården befann sig dock utanför Genèves dåvarande stadsmurar och förblev en allmän begravningsplats, den enda som hela staden kunde tillgå. Enligt kalvinistisk tradition och Jean Calvins egen sista vilja restes då inga gravstenar för de döda, vilket gör att exempelvis den exakta platsen där stadens store son Calvin nedsänktes i jorden är okänd. Hans grav rekonstruerades först under 1800-talet, och 1835 restes gravstenen över honom – på 300-årsjubileet av den schweiziska reformationen.
Från början av 1600-talet gjordes dock ett antal undantag från regeln om omärkta gravar. Detta skedde bland annat för Théodore de Bèze från Saint-Pierre-klostret, hertigen från Rohan och familjen du Portugal.

### 1800-talet
1798 erövrades staden Genève av Frankrike, vilket ledde till att katolska stadsbor från 1802 fick sin egen begravningsplats – Petits-Philosophes. Samtidigt etablerades ett nytt namn för Plainpalaiskyrkogården, efter det skjutfält bredvid begravningsplatsen där man från 1509 och fram till 1847 tävlande om titeln som "kung" i den årliga skyttetävlingen. Ingen kung ligger begraven i "kungarnas kyrkogård", som är belägen strax intill torget och marknadsplatsen Plaine de Plainpalais. När den katolska kyrkogården stängdes 1830, överfördes gravresterna till en särskild plats på Cimetières des Rois.
Först 1869 övertog staden Genève ägandet till Cimetière des Rois, som fram till 1850 inte varit inhägnad och där kor betade bland gravarna. 1876 klubbades en ny lag som förbjöd konfessionella begravningsplatser. Fyra år senare skapades begravningsplatsen Saint-Georges i väster, för gravar oavsett religiös tillhörighet. Denna den största av dagens fyra kommunala begravningsplatser täcker 219 hektar. Som en följd av etableringen av Saint-Georges förändrades reglerna för des Rois 1883 (förnyad reglering 1958), i det att man inte tillät nya familjegravar på platsen utan endast gravar för framstående Genèvebor. Tillståndsgivningen åligger endast Genèves stadsstyre, vilket i flera fall lett till debatt och polemik.

### Senare historia
Den begränsade tillståndsgivningen till begravningar har också lett till att begravningsplatsen blivit alltmer trädbeklädd och parkliknande. Staden gjorde i mitten av 1900-talet ett antal arbeten för att ytterligare förstärka karaktären av park.
Sedan 1956 finns vid begravningsplatsen ett begravningscenter med gravkapell och bisättningshus. Begravningsplatsen har under årens lopp växt i etapper, kring 1820, 1854 och 1883. Den täcker numera 2,8 hektar.
En av de både mer kontroversiella och mer uppmärksammade gravplatserna är den för Grisélidis Réal, stadens mest kända prostituerade, författare och aktivist för sexarbetares rättigheter. Det dröjde fyra år efter hennes död 2005 innan hennes testamentsönskan godkändes av staden och ytterligare sju år innan en gravsten restes efter en tidvis mycket livlig debatt. Det slutliga beslutet från stadens styre bidrog också till klargörande besked kring målsättningen och en uppdatering av stadens attityd till den samtida kulturen.
Trots den begränsade tillståndsgivningen till gravplatser på des Rois är nästan en tredjedel av gravarna tillägnade kvinnor. Detta kan dock delvis förklaras med gravar som tillhör tidigare accepterade familjegravar. Begravningsplatsen är återkommande föremål för litteraturpromenader och andra kulturella evenemang, med eller utan speciellt fokus på kvinnligt skapande. Detta skedde våren 2023 (besök från Genèves författarsällskap) och ett liknande våren 2025 – bägge som del av vårevenemanget "Printemps de la Poésie".
2022 genomfördes friluftsutställningen Open End – Renégociation i Genève, med 18 inbjudna konstnärer och fokus på begravningsplatsen som fenomen och des Rois i synnerhet. Två år senare inledde staden Genève en satsning på att sprida information om sin kulturellt fokuserade begravningsplats, riktat mot utlandet.

## Begravda personer
Rätten att få bli begravd på Cimetière des Rois är numera strikt begränsad, och begravningsplatsen har i staden fått rollen som en sorts "Panthéon" för distingerade eller framstående Genève-bor. Här ligger också ett antal utländska större namn inom kulturen. Under artikel 30 (3) i staden Genèves begravningsreglemente noteras att endast magistrater och framstående personer vars livsgärning lyft fram Genèves plats världen kan hävda sin plats där, och ansökan måste göras till stadens styrande.
På begravningsplatsen finns graven efter den protestantiske reformatorn Jean Calvin, liksom den argentinske författaren Jorge Luis Borges, Sérgio Vieira de Mello (tidigare högkommissarie för mänskliga rättigheter i FN), Ernest Ansermet (känd schweizisk dirigent) och Jean Piaget. (utvecklingspsykolog och epistemolog). Här ligger även tonsättarna Frank Martin och Alberto Ginastera, liksom kulturteoretikern Denis de Rougemont och dansläraren Jeanne de Salzmann. Vidare finns här gravarna till kemisten Humphry Davy, redaktören François Lachenal och författarna Alice Rivaz och Robert Musil. Bland de begravda politikerna kan nämnas Adrien Lachenal (förbundspresident), Paul Lachenal, Antoine Carteret, Willy Donzé och Gustave Moynier (ordförande i Röda Korset). Här finns även Max van Berchem (pionjär inom den arabiska epigrafiken), Rodolphe Töpffer (tidig serieskapare), balettdansösen Beatriz Consuelo och Eglantyne Jebb (grundare av Rädda Barnen och författare till Deklarationen om barns rättigheter).
Bland gravarna som är placerade runt Jean Calvins grav finns de för Sophie Dostoïevski (Fjodor Dostojeskijs dotter), Jorge Luis Borges, Grisélidis Rëal, François Simon (sonen till Michel Simon), Émile Jaques-Dalcroze, Léon Nicole, James Fazy och Adrien Lachenal.

## Galleri

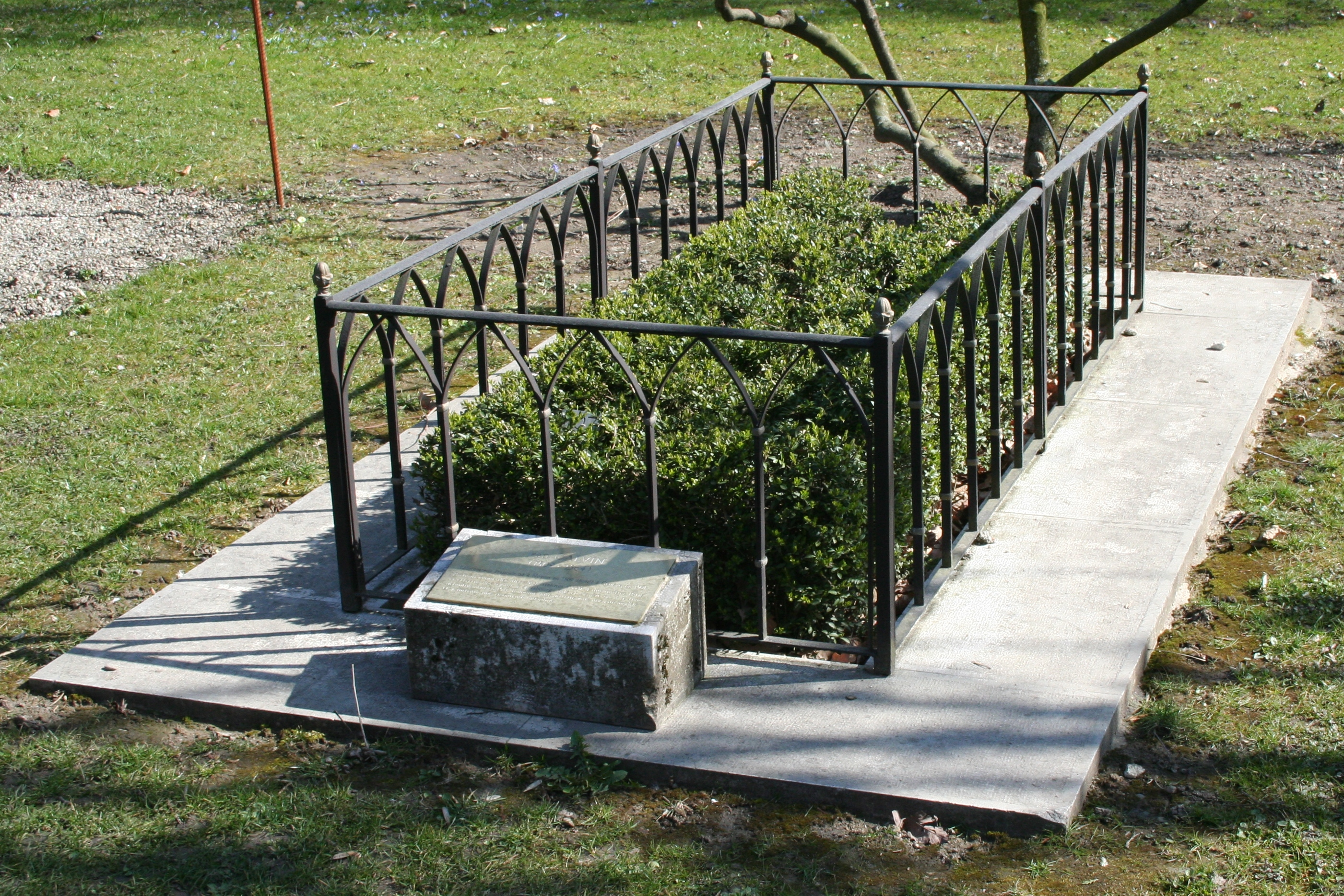
Den traditionella graven för Jean Calvin; den exakta platsen för hans skelett är okänd.
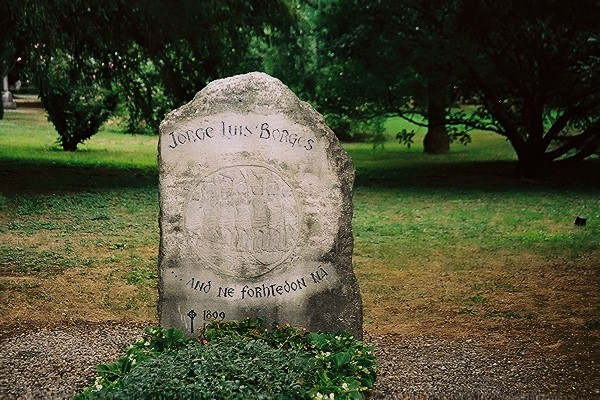
Jorge Luis Borges, argentinsk författare och tidigare student i Genève.
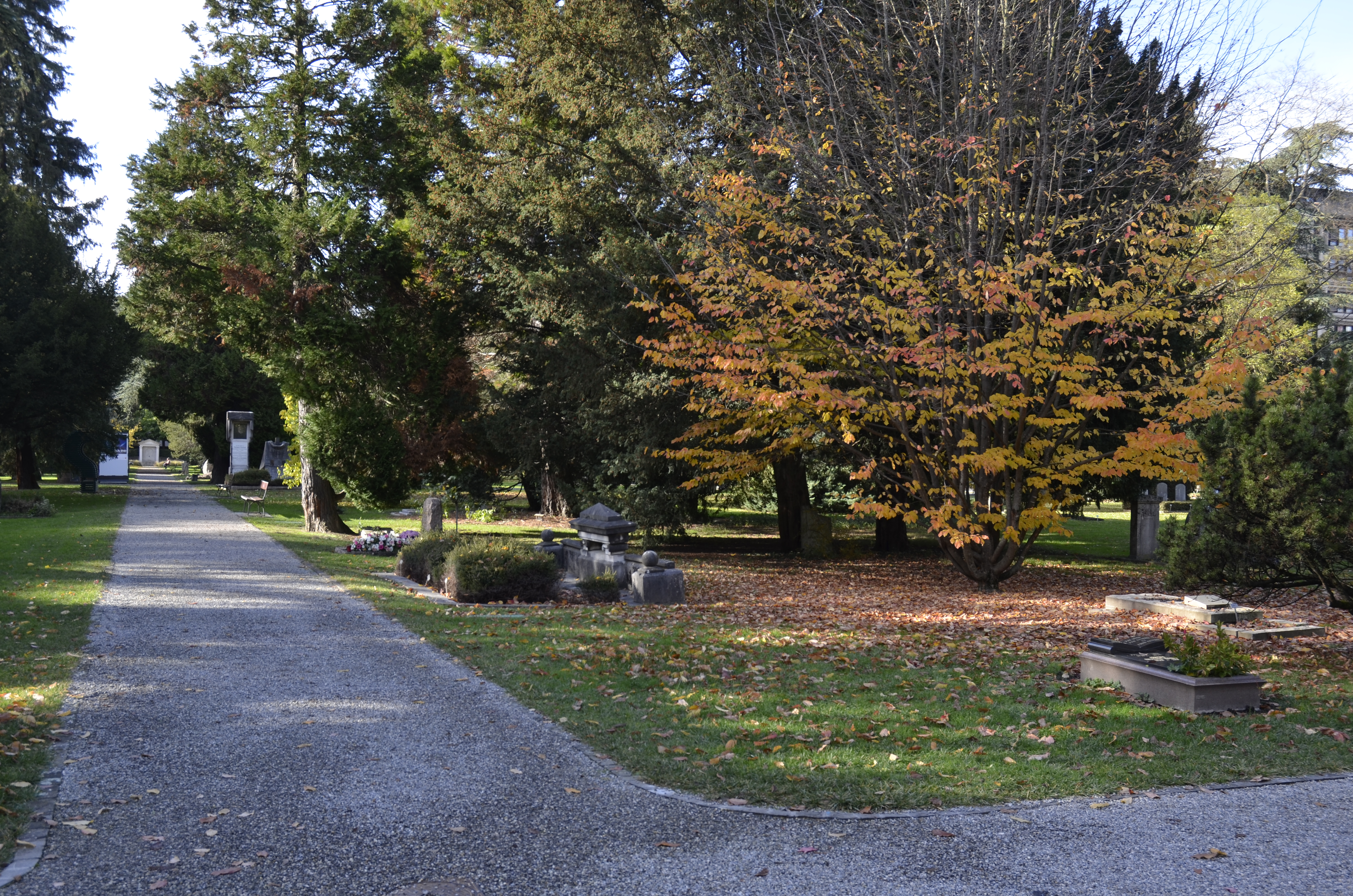
Den centrala gången på kyrkogården.
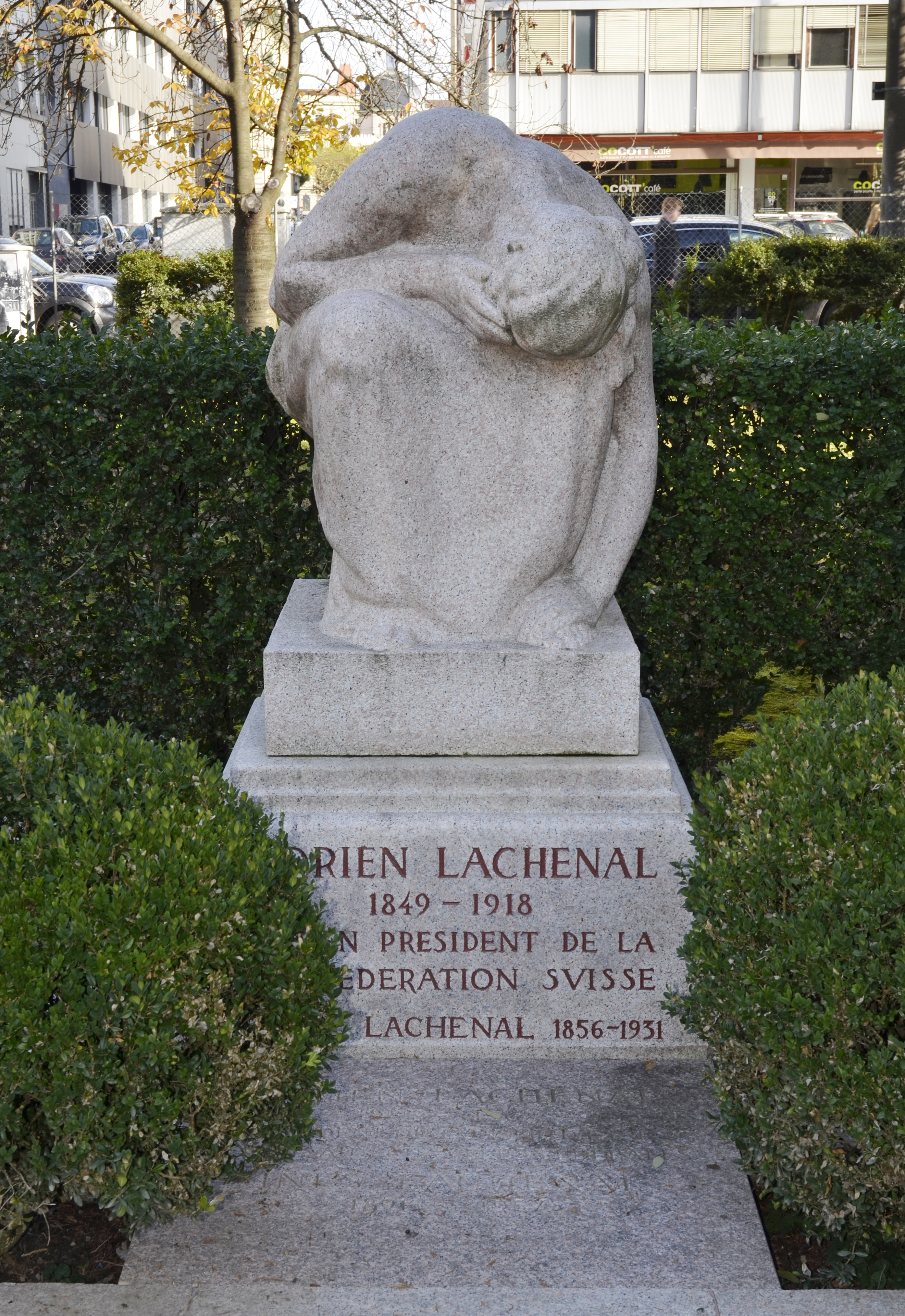
Graven för Adrien Lachenal, schweizisk president.
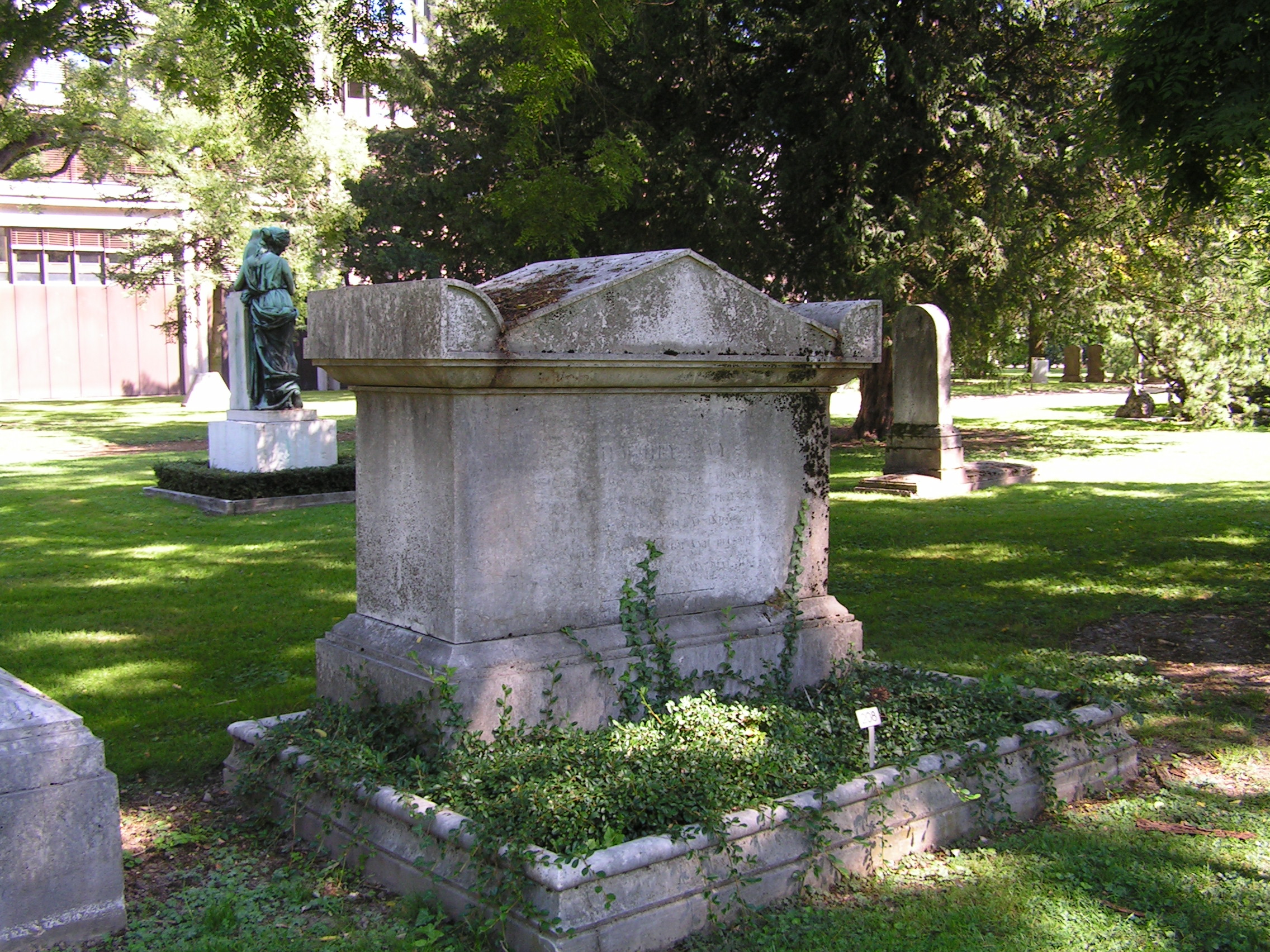
Graven för den brittiske forskaren Humphry Davy.
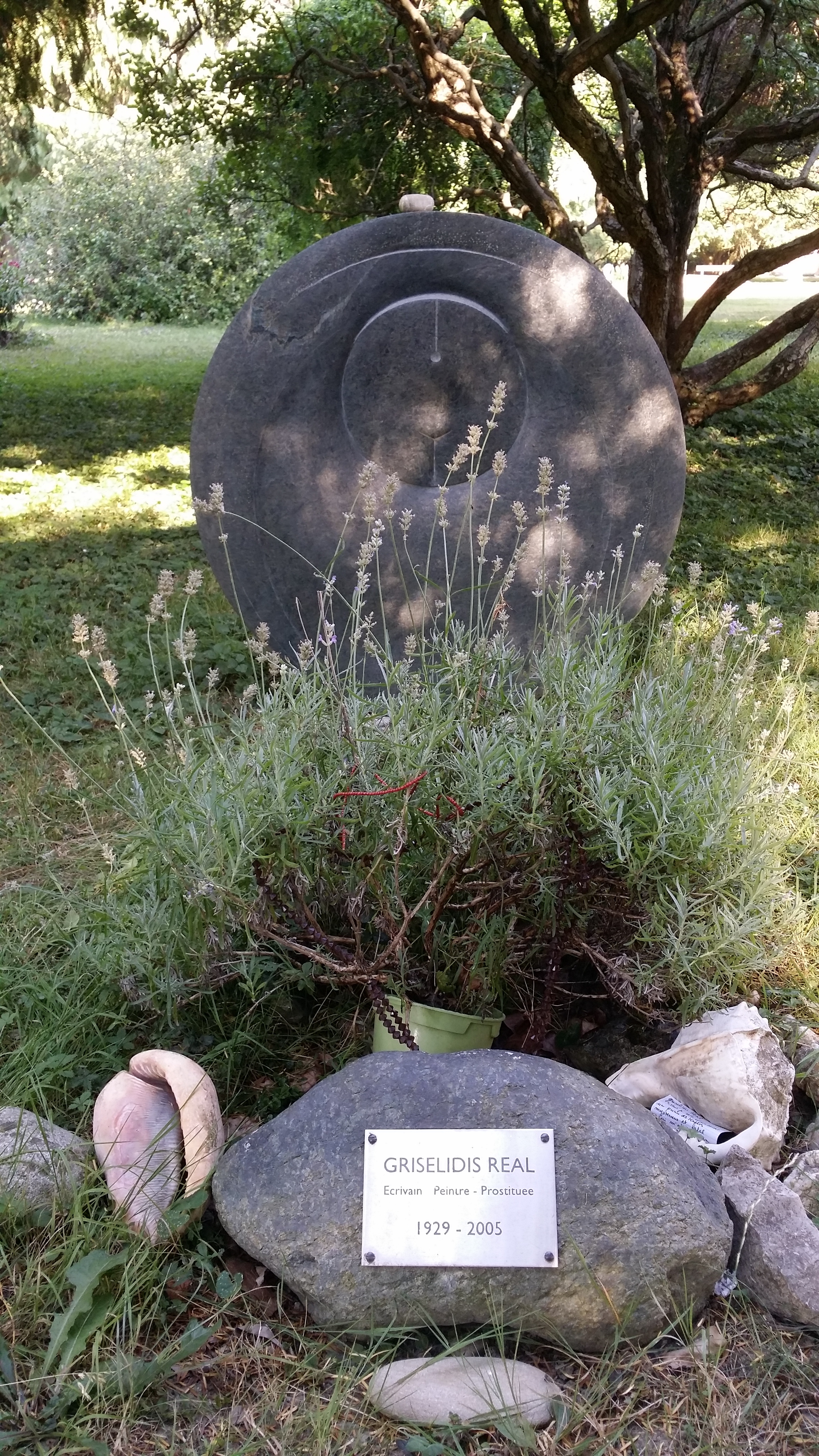
Graven för författaren, konstnären och aktivisten Grisélidis Réal.
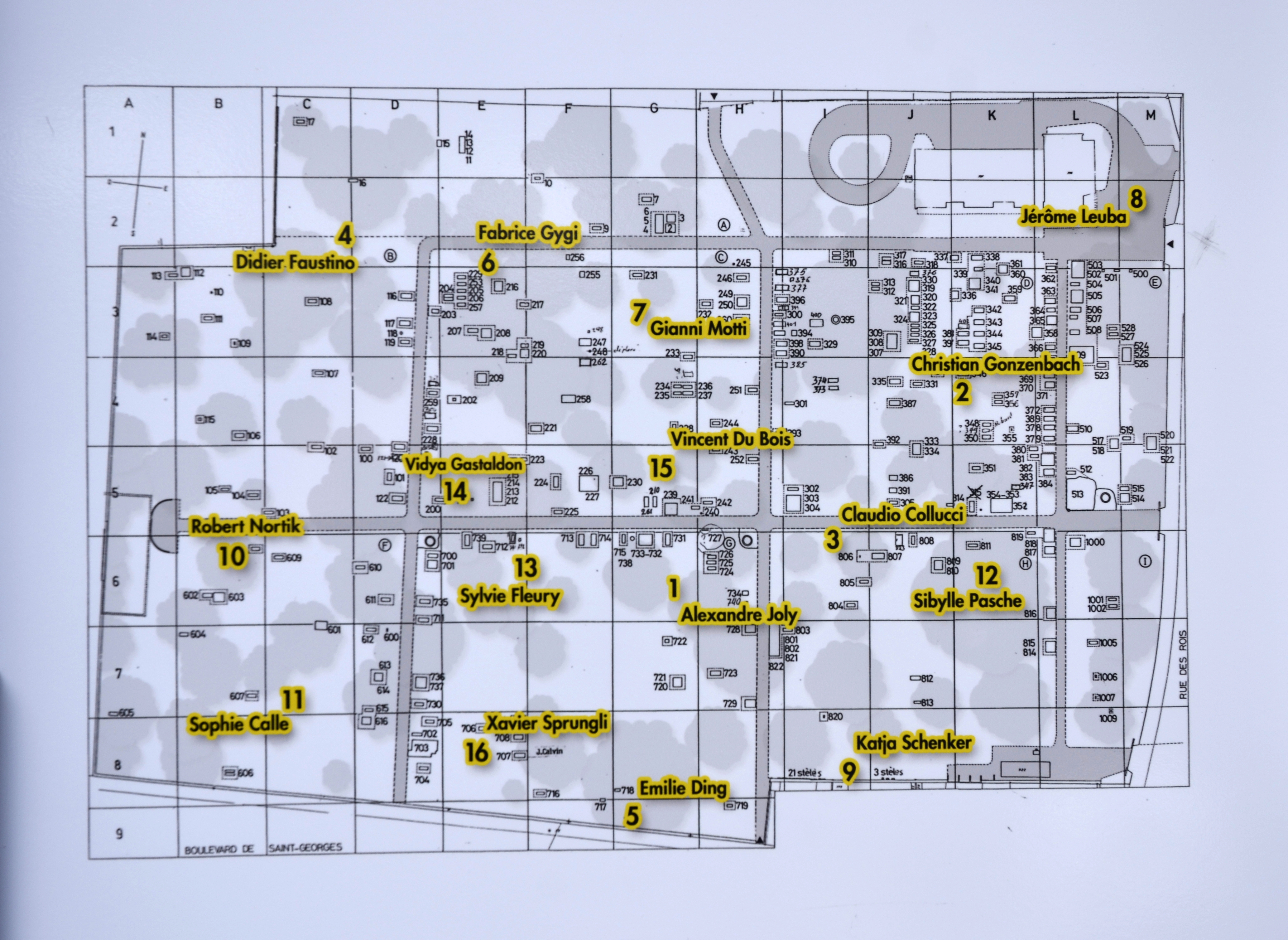
Karta över kyrkogården.